# ديفيد كابلان
ديفيد كابلان (بالإنجليزية: David Kaplan)‏ هو فيلسوف نظرية المعرفة ‏ أمريكي، ولد في 1933 في لوس أنجلوس في الولايات المتحدة.

## وصلات خارجية
- الموقع الرسمي
- ديفيد كابلان على موقع الموسوعة البريطانية (الإنجليزية)